# 신조시
신조시(일본어: 新庄市)는 일본 야마가타현 북동부에 있는 시이다.
에도 시대에는 신조번이 놓여 도자와씨의 6만 석 성시였다. 또한 우슈 가도의 역참 마을이었으며 남부의 모토아이카이 취락은 모가미강 수운의 주요 적출항이었다. 이와네 가도가 개착되는 메이지 시대 초까지는 쇼나이정부터 기요카와까지 도로가 없었기 때문에 모토아이카이 하항에서의 수운 교통이 유일한 교통 수단이었다.
또 야마가타 신칸센의 종착역인 신조역이 있어 모가미 지방의 중심 도시 역할을 담당한다.

## 역사
에도 시대에 신조번이 성립하면서 우슈 가도변에 있던 누마타성(신조성) 주변이 성시로 발전했다. 1625년에 도자와씨가 입성한 이래 250년 간 이곳을 지배했다.
1871년 폐번치현으로 신조현이 설치되었고 9월에 야마가타현에 합병되었다. 메이지 시대에 오우 본선이 개통하고 다이쇼 시대에 리쿠사이선, 리쿠토선이 개통하면서 "철도의 마을"로 융성하였고 물자 집적지, 양잠 마을, 말 산지, 풍부한 삼림 자원을 활용한 목재 가공업·가구 공업 마을로도 알려지게 되었다.
- 1949년 4월 1일 - 모가미군 신조정이 시로 승격해 신조시가 되었다.
- 1955년 4월 1일 - 모가미군 하기노촌을 편입하였다.
- 1956년 9월 30일 - 모가미군 야무키촌을 편입하였다.

## 지리
야마가타현 북동부, 야마가타시의 북쪽에 위치하고 모가미강 중류의 신조 분지에 위치한 도시이다. 동부는 가무로산을 주봉우리로 하는 가무로 연봉이 있다. 시가지 부근에 마스카타강이 흘러 남서부에서 모가미강으로 합류한다.
위치적으로 남북 교통과 동서 교통이 만나는 요충지로 도로망으로는 국도 13호선과 국도 47호선이 교차하고 철도로는 오우 본선이 남북으로 종단하며 리쿠우사이선과 리쿠우토선이 동서로 횡단한다. 또 야마가타 신칸센의 종점이다.
1월 평균 기온은 -0.8℃, 8월 평균 기온은 24.2℃, 연평균 기온은 11.0℃, 연 강수량은 2005.6mm이다.
| 신조시의 기후                                                | 신조시의 기후 | 신조시의 기후 | 신조시의 기후 | 신조시의 기후 | 신조시의 기후 | 신조시의 기후 | 신조시의 기후 | 신조시의 기후 | 신조시의 기후 | 신조시의 기후 | 신조시의 기후 | 신조시의 기후 | 신조시의 기후   |
| 월                                                           | 1월           | 2월           | 3월           | 4월           | 5월           | 6월           | 7월           | 8월           | 9월           | 10월          | 11월          | 12월          | 연간            |
| ------------------------------------------------------------ | ------------- | ------------- | ------------- | ------------- | ------------- | ------------- | ------------- | ------------- | ------------- | ------------- | ------------- | ------------- | --------------- |
| 역대 최고 기온 °C (°F)                                       | 13.3 (55.9)   | 14.0 (57.2)   | 21.0 (69.8)   | 30.2 (86.4)   | 33.9 (93.0)   | 33.8 (92.8)   | 36.9 (98.4)   | 37.8 (100.0)  | 35.8 (96.4)   | 30.1 (86.2)   | 22.5 (72.5)   | 19.0 (66.2)   | 37.8 (100.0)    |
| 일평균 최고 기온 °C (°F)                                     | 2.0 (35.6)    | 3.0 (37.4)    | 7.1 (44.8)    | 14.5 (58.1)   | 20.9 (69.6)   | 24.7 (76.5)   | 27.7 (81.9)   | 29.4 (84.9)   | 25.1 (77.2)   | 18.4 (65.1)   | 11.1 (52.0)   | 4.4 (39.9)    | 15.7 (60.3)     |
| 일일 평균 기온 °C (°F)                                       | −0.8 (30.6)   | −0.5 (31.1)   | 2.4 (36.3)    | 8.5 (47.3)    | 14.8 (58.6)   | 19.3 (66.7)   | 23.0 (73.4)   | 24.2 (75.6)   | 19.9 (67.8)   | 13.2 (55.8)   | 6.7 (44.1)    | 1.5 (34.7)    | 11.0 (51.8)     |
| 일평균 최저 기온 °C (°F)                                     | −3.7 (25.3)   | −3.9 (25.0)   | −1.6 (29.1)   | 3.1 (37.6)    | 9.5 (49.1)    | 14.9 (58.8)   | 19.3 (66.7)   | 20.2 (68.4)   | 15.9 (60.6)   | 9.1 (48.4)    | 3.0 (37.4)    | −1.2 (29.8)   | 7.1 (44.7)      |
| 역대 최저 기온 °C (°F)                                       | −19.6 (−3.3)  | −20.2 (−4.4)  | −16.5 (2.3)   | −9.3 (15.3)   | −2.1 (28.2)   | 3.7 (38.7)    | 7.6 (45.7)    | 10.9 (51.6)   | 4.1 (39.4)    | −0.8 (30.6)   | −5.8 (21.6)   | −15.2 (4.6)   | −20.2 (−4.4)    |
| 평균 강수량 mm (인치)                                        | 238.4 (9.39)  | 154.0 (6.06)  | 126.7 (4.99)  | 97.5 (3.84)   | 107.7 (4.24)  | 126.0 (4.96)  | 219.6 (8.65)  | 196.4 (7.73)  | 140.5 (5.53)  | 156.5 (6.16)  | 187.3 (7.37)  | 264.0 (10.39) | 2,005.6 (78.96) |
| 평균 강설량 cm (인치)                                        | 233 (92)      | 165 (65)      | 77 (30)       | 6 (2.4)       | 0 (0)         | 0 (0)         | 0 (0)         | 0 (0)         | 0 (0)         | 0 (0)         | 12 (4.7)      | 148 (58)      | 637 (251)       |
| 평균 강수일수 (≥ 1.0 mm)                                     | 24.6          | 20.6          | 18.2          | 13.3          | 11.3          | 10.2          | 13.6          | 11.5          | 12.6          | 14.4          | 18.1          | 23.4          | 191.8           |
| 평균 강설일수 (≥ 1 cm)                                       | 24.2          | 20.0          | 14.4          | 1.4           | 0             | 0             | 0             | 0             | 0             | 0             | 1.8           | 15.1          | 76.9            |
| 평균 상대 습도 (%)                                           | 86            | 83            | 77            | 71            | 73            | 77            | 81            | 80            | 82            | 83            | 85            | 87            | 80              |
| 평균 월간 일조시간                                           | 37.1          | 59.9          | 107.6         | 154.5         | 176.2         | 158.0         | 132.7         | 164.8         | 125.2         | 104.7         | 66.6          | 36.8          | 1,324.6         |
| 출처: 일본 기상청 (평년값: 1991년~2020년, 극값: 1957년~현재) |               |               |               |               |               |               |               |               |               |               |               |               |                 |

## 교통

### 철도
- 동일본 여객철도
  - 오우 본선
  - 리쿠우사이선
  - 리쿠우토선
  - 야마가타 신칸센

### 도로
- 국도 13호선
- 국도 47호선
- 국도 458호선

## 인구
| 연도 | 인구   | ±%     |
| ---- | ------ | ------ |
| 1920 | 26,003 | —      |
| 1930 | 30,192 | +16.1% |
| 1940 | 31,730 | +5.1%  |
| 1950 | 41,358 | +30.3% |
| 1960 | 43,550 | +5.3%  |
| 1970 | 42,120 | −3.3%  |
| 1980 | 42,911 | +1.9%  |
| 1990 | 43,125 | +0.5%  |
| 2000 | 42,151 | −2.3%  |
| 2010 | 38,856 | −7.8%  |

## 자매 도시
- 일본 이바라키현 다카하기시
- 일본 나라현 가쓰라기시
- 일본 오카야마현 마니와군 신조촌